# Chi1 Orionis
Chi¹ Orionis (χ¹ Ori) – gwiazda w gwiazdozbiorze Oriona, znajdująca się około 28 lat świetlnych od Słońca.

## Charakterystyka
Chi¹ Orionis to żółty karzeł podobny do Słońca, należący do typu widmowego G0. Gwiazda ta ma temperaturę około 5960 K, świeci o 8% jaśniej niż Słońce. Masa tej gwiazdy jest nieznacznie większa niż masa Słońca, a jej promień o około 2% mniejszy niż promień Słońca.
Jest to gwiazda spektroskopowo podwójna, której towarzysz został zaobserwowany bezpośrednio dopiero w 2002 roku. Słabszy składnik ma wielkość obserwowaną 7,50m i jest oddalony od jaśniejszej gwiazdy o tylko 0,5 sekundy kątowej (pomiar z 2002 r.). Jest to czerwony karzeł reprezentujący typ widmowy M5. Jego masa to 15% masy Słońca. Okres orbitalny układu to 14,1 roku, gwiazdy dzieli średnio 6,1 au, ale ze względu na duży mimośród zbliżają się one na 3,3 i oddalają na 8,9 au. Taka orbita może zaburzać orbity ewentualnych planet w tym układzie.
Chi¹ Orionis jest prawdopodobnym członkiem Grupy Ruchomej Wielkiej Niedźwiedzicy. Gwiazda wydaje się być wzbogacona w bar i inne pierwiastki tworzone w procesie s, a równocześnie uboga w węgiel. To sugeruje, że w przeszłości została zasilona materią pochodzącą z gwiazdy z asymptotycznej gałęzi olbrzymów. Do tej samej grupy ruchomej należy też inna gwiazda o podobnie nietypowym składzie, HD 147513, której towarzyszem jest biały karzeł, pozostałość po takim olbrzymie. Postawiono hipotezę, że w przeszłości χ¹ Ori mogła tworzyć układ wielokrotny z tymi gwiazdami, który rozpadł się na skutek utraty masy przez ewoluującego olbrzyma.